# Вандерлей, Жуан Маурисиу
Жуан Маурисиу Вандерлей, барон Котежипи (порт.-браз. João Maurício Wanderley, barão de Cotegipe, Сан-Франсиску ди Шагас да Барра-ду-Риу-Гранди, 23 октября 1815 — Рио-де-Жанейро, 13 февраля 1889) — бразильский аристократ и политик, председатель Совета Министров Бразильской империи.

## Биография
Родился 23 октября 1815 года; был сыном капитан-майора Жуана Маурисиу Вандерлея и Франсиски Антонии Вандерлей. Он был потомком нидерландского капитана кавалерии Гаспара Ниухофа ван дер Лея, прибывшего в Бразилию во время голландского вторжения в Пернамбуку.
Завершив начальное обучение в Баие, в 1833—1837 годах обучался праву в Олинде.
После окончания учебы вернулся в свою провинцию и занимал там ряд государственных должностей. Присоединившись к Консервативной партии, он был избран провинциальным депутатом в 1841 году и членом Палаты депутатов Бразилии в 1842 году. В 1848 году участвовал подавлении восстания Прайэйра, которое достигло Пернамбуку.
В 1852 году назначен императором Педру II на пост главы провинции Баия. Он оставался на этой должности до 1855 года.
В 1855—1856 и 1868—1870 гг. был министром военно-морского флота Бразилии. В 1856 году назначен сенатором от провинции Баия, где являлся одним из представителей интересов рабовладельцев.
В 1871—1872 гг. был направлен чрезвычайным и полномочным министром в Парагвай с задачей подписать мирный договор, что и было сделано 9 января 1872 года. 25 июня 1875 года Вандерлей был назначен одновременно министром иностранных дел и министром финансов.
Между 1885 и 1888 годами барон Котежипи председательствовал в Совете министров. Был одним из авторов «закона Сарайва-Котежипи», который предусматривал освобождение рабов возрастом старше 60 лет, который был принят в 1885 году Убежденный противник отмены рабства, Котежипи вступил в конфликт с принцессой Изабел, которая была сторонницей отмены рабства. Как регент своего отца, Изабел пришла к выводу, что ей необходимо свергнуть кабинет Котежипи, чтобы продвинуть дело аболиционистов. В марте 1888 года принцесса попросила Котежипи уволить главу полиции столицы. Он отказался сделать это и в итоге ушел с поста председателя Совета министров. Его заменил сенатор Жуан Алфреду, при котором был принят закон о полной отмене рабства.
Котежипи был одним из пяти сенаторов, проголосовавших против одобрения Золотого Закона.
В 1888 году Котежипи был назначен главой Банка Бразилии. Он управлял банком до своей смерти 13 февраля 1889 года в возрасте 73 лет в Рио-де-Жанейро.

## Награды
- Орден Розы
- Орден Южного Креста
- Орден Непорочного зачатия Девы Марии Вила-Висозской (Португалия);
- Большой крест Ордена Леопольда I (Бельгия)
- Орден Изабеллы Католической (Испания)
- Орден Короны Италии (Италия)